# Isdans i konståkning vid olympiska vinterspelen 2014
Isdansen i konståkning vid olympiska vinterspelen 2014 hölls på Iceberg skridskopalats den 16-17 februari 2014. Det korta programmet genomfördes den 16:e och friåkningen den 17:e.
Guldmedaljörer blev Meryl Davis och Charlie White från USA.